# Lhok Pawoh (Manggeng)
Lhok Pawoh is een bestuurslaag in het regentschap Aceh Barat Daya van de provincie Atjeh, Indonesië. Lhok Pawoh telt 703 inwoners (volkstelling 2010).